# 14-я гвардейская кавалерийская дивизия
14-я гвардейская кавалерийская Мозырская Краснознамённая ордена Суворова дивизия — воинское соединение РККА, принимавшее участие в Великой Отечественной войне.
Сокращённое наименование — 14 гв. кд.

## История
Приказом НКО СССР № 78 от 14 февраля 1943 года 8-й кавалерийский корпус был преобразован в 7-й гвардейский кавалерийский корпус, входившей в него 21-й горно-кавалерийской дивизии также было присвоено почётное звание «Гвардейская». Новый войсковой номер 14-я гвардейская кавалерийская дивизия был присвоен 10 марта 1943 года.

## Состав
Новая нумерация частям дивизии присвоена 10 марта 1943 года.
- 52-й гвардейский кавалерийский полк;
- 54-й гвардейский кавалерийский полк;
- 56-й гвардейский кавалерийский полк;
- 114 -й танковый полк (с 17 сентября 1943 года по 1 декабря 1943 года, с 24 января 1944 года)
- 146-й гвардейский артиллерийско — миномётный полк (22 -й конно — артиллерийский дивизион)
- 18-й отдельный гвардейский дивизион противовоздушной обороны (21-я зенитная батарея)
- 146- й гвардейский артиллерийский парк (учебный дивизион с 29 августа 1943 года по 5 декабря 1943 года)
- 21-й отдельный гвардейский разведывательный эскадрон
- 15-й отдельный гвардейский сапёрный эскадрон
- 13-й отдельный гвардейский эскадрон связи
- 10-й отдельный медико-санитарный эскадрон
- 8-й отдельный гвардейский взвод химической защиты
- 14-й продовольственный транспорт
- 16-й взвод подвоза горюче-смазочных материалов
- шорно-седельная мастерская
- 15-й дивизионный ветеринарный лазарет
- 212-я полевая почтовая станция
- 223-я полевая касса Государственного банка СССР[2]

## Периоды вхождения в состав Действующей армии
- 14 февраля 1943 года — 29 апреля 1943 года
- 10 сентября 1943 года — 9 мая 1945 года[2]

## В составе
| Подчинение       | Подчинение                                  | Подчинение         | Подчинение                           | Подчинение            |
| Дата             | Фронт (округ)                               | Армия              | Корпус                               | Примечания            |
| ---------------- | ------------------------------------------- | ------------------ | ------------------------------------ | --------------------- |
| 14.02.1943 года  | Юго-Западный фронт                          | 5-я танковая армия | 7-й гвардейский кавалерийский корпус | —                     |
| 01.03.1943 года  | Юго-Западный фронт                          | -                  | 7-й гвардейский кавалерийский корпус | -                     |
| 01.04.1943 года  | Юго-Западный фронт                          | -                  | 7-й гвардейский кавалерийский корпус | -                     |
| 01.05.1943 года  | Юго-Западный фронт                          | -                  | 7-й гвардейский кавалерийский корпус | -                     |
| 01.06. 1943 года | Резерв Ставки Верховного Главнокомандования | -                  | 7-й гвардейский кавалерийский корпус | Степной военный округ |
| 01.07. 1943 года | Резерв Ставки Верховного Главнокомандования | -                  | 7-й гвардейский кавалерийский корпус | Степной военный округ |
| 01.08.1943 года  | Резерв Ставки Верховного Главнокомандования | -                  | 7-й гвардейский кавалерийский корпус | -                     |
| 01.09.1943 года  | Резерв Ставки Верховного Главнокомандования | -                  | 7-й гвардейский кавалерийский корпус | -                     |
| 01.10.1943 года  | Центральный фронт                           | 61-я армия         | 7-й гвардейский кавалерийский корпус | -                     |
| 01.11.1943 года  | Белорусский фронт                           | 65-я армия         | 7-й гвардейский кавалерийский корпус | -                     |
| 01.12.1943 года  | Белорусский фронт                           | -                  | 7-й гвардейский кавалерийский корпус | -                     |
| 01.01.1944 года  | Белорусский фронт                           | 61-я армия         | 7-й гвардейский кавалерийский корпус | -                     |
| 01.02.1944 года  | Белорусский фронт                           | 61-я армия         | 7-й гвардейский кавалерийский корпус | -                     |
| 01.03.1944 года  | 2-й Белорусский фронт                       | -                  | 7-й гвардейский кавалерийский корпус | -                     |
| 01.04.1944 года  | 2-й Белорусский фронт                       | -                  | 7-й гвардейский кавалерийский корпус | -                     |
| 01.05.1944 года  | 1-й Белорусский фронт                       | 69-я армия         | 7-й гвардейский кавалерийский корпус | -                     |
| 01.06.1944 года  | 1-й Белорусский фронт                       | -                  | 7-й гвардейский кавалерийский корпус | -                     |
| 01.07.1944 года  | 1-й Белорусский фронт                       | -                  | 7-й гвардейский кавалерийский корпус | -                     |
| 01.08.1944 года  | 1-й Белорусский фронт                       | -                  | 7-й гвардейский кавалерийский корпус | -                     |
| 01.09.1944 года  | 1-й Белорусский фронт                       | -                  | 7-й гвардейский кавалерийский корпус | -                     |
| 01.10.1944 года  | 1-й Белорусский фронт                       | -                  | 7-й гвардейский кавалерийский корпус | -                     |
| 01.11.1944 года  | 1-й Белорусский фронт                       | -                  | 7-й гвардейский кавалерийский корпус | -                     |
| 01.12.1944 года  | 1-й Белорусский фронт                       | -                  | 7-й гвардейский кавалерийский корпус | -                     |
| 01.01.1945 года  | 1-й Белорусский фронт                       | -                  | 7-й гвардейский кавалерийский корпус | -                     |
| 01.02.1945 года  | 1-й Белорусский фронт                       | -                  | 7-й гвардейский кавалерийский корпус | -                     |
| 01.03.1945 года  | 1-й Белорусский фронт                       | -                  | 7-й гвардейский кавалерийский корпус | -                     |
| 01.04.1945 года  | 1-й Белорусский фронт                       | -                  | 7-й гвардейский кавалерийский корпус | -                     |
| 01.05.1945 года  | 1-й Белорусский фронт                       | -                  | 7-й гвардейский кавалерийский корпус | -                     |

## Командиры
- Якунин, Николай Петрович, гвардии генерал-майор, (7 сентября 1942 — 7 апреля 1943 года)
- Фиксель, Константин Владимирович  , гвардии полковник, (7 апреля 1943 — 28 октября 1943 года)
- Коблов, Григорий Петрович, гвардии генерал-майор, (19 ноября 1943 года — 1929 августа 1946 года)

## Отличившиеся воины дивизии
Герои Советского Союза:
- Арзуманов, Гурген Мерзаевич, гвардии лейтенант, командир эскадрона 54-го гвардейского кавалерийского полка. Указ Президиума Верховного Совета СССР от 15 января 1944 года;
- Байрамдурдыев, Таган, гвардии красноармеец, наводчик станкового пулемёта 54-го гвардейского кавалерийского полка. Указ Президиума Верховного Совета СССР от 27 февраля 1945 года;
- Бирюков, Василий Яковлевич, гвардии майор, заместитель командира 52-го гвардейского кавалерийского полка по строевой части. Указ Президиума Верховного Совета СССР от 27 февраля 1945 года;
- Дулебо, Антон Николаевич, гвардии старший лейтенант, командир 1 сабельного эскадрона 56-го гвардейского кавалерийского полка. Указ Президиума Верховного Совета СССР от 27 февраля 1945 года;
- Дурдыев, Реджеп, гвардии красноармеец, наводчик ручного пулемёта взвода разведки 56-го гвардейского кавалерийского полка. Указ Президиума Верховного Совета СССР от 27 февраля 1945 года.
- Кайкин, Василий Матвеевич, гвардии старший сержант, командир пулемётного расчёта 54-го гвардейского кавалерийского полка. Указ Президиума Верховного Совета СССР от 27 февраля 1945 года;
- Кардашенко, Юрий Борисович, гвардии старший сержант, помощник командира пулемётного взвода 54-го гвардейского кавалерийского полка. Указ Президиума Верховного Совета СССР от 27 февраля 1945 года;
- Касков, Леонид Александрович, гвардии старший лейтенант, командир эскадрона 54-го гвардейского кавалерийского полка. Указ Президиума Верховного Совета СССР от 27 февраля 1945 года;
- Клименко, Кондрат Гаврилович, гвардии майор, заместитель командира 54-го гвардейского кавалерийского полка. Указ Президиума Верховного Совета СССР от 27 февраля 1945 года;
- Клиновицкий, Клим Тимофеевич, гвардии сержант, командир пулемётного расчёта 52-го гвардейского кавалерийского полка. Указ Президиума Верховного Совета СССР от 24 марта 1945 года;
- Кобяков, Борис Ильич, гвардии подполковник, командир 56-го гвардейского кавалерийского полка. Указ Президиума Верховного Совета СССР от 27 февраля 1945 года;
- Колбнев, Василий Фёдорович, гвардии старший лейтенант, командир взвода 18-го отдельного гвардейского дивизиона противовоздушной обороны. Указ Президиума Верховного Совета СССР от 31 мая 1945 года;
- Косяков, Михаил Александрович, гвардии сержант, химический инструктор 56-го гвардейского кавалерийского полка. Указ Президиума Верховного Совета СССР от 27 февраля 1945 года;
- Лапин, Иван Георгиевич, гвардии старший лейтенант, командир миномётной батареи 56-го гвардейского кавалерийского полка. Указ Президиума Верховного Совета СССР от 24 декабря 1943 года;
- Липатов, Александр Фёдорович, гвардии лейтенант, командир взвода разведки 54-го гвардейского кавалерийского полка. Указ Президиума Верховного Совета СССР от 27 февраля 1945 года;
- Маштаков, Павел Семёнович, гвардии старший сержант, командир орудийного расчёта 146-го гвардейского артиллерийско-миномётного полка. Указ Президиума Верховного Совета СССР от 24 марта 1945 года.
- Невдахин, Александр Васильевич, гвардии красноармеец, пулемётчик 52-го гвардейского кавалерийского полка. Указ Президиума Верховного Совета СССР от 27 февраля 1945 года. Награждён посмертно;
- Нелидов, Фёдор Гаврилович, гвардии подполковник, командир 52-го гвардейского кавалерийского полка. Указ Президиума Верховного Совета СССР от 27 февраля 1945 года;
- Новиков, Степан Егорович, гвардии сержант, наводчик станкового пулемёта 56-го гвардейского кавалерийского полка. Указ Президиума Верховного Совета СССР от 27 февраля 1945 года. Награждён посмертно;
- Платонов, Венедикт Михайлович, гвардии капитан, заместитель командира 56 гвардейского кавалерийского полка. Указ Президиума Верховного Совета СССР от 27 февраля 1945 года;
- Прохоров, Иван Иванович, гвардии рядовой, сабельник 56 гвардейского кавалерийского полка. Указ Президиума Верховного Совета СССР от 27 февраля 1945 года;
- Рахматуллин, Шамиль Саидович, гвардии капитан, командир 146-го гвардейского артиллерийско-миномётного полка 14-й гвардейской кавалерийской дивизии. Указ Президиума Верховного Совета СССР от 9 февраля 1944 года. Награждён посмертно;
- Редковский, Николай Иванович, гвардии капитан, командир батареи 146 гвардейского артиллерийско-миномётного полка. Указ Президиума Верховного Совета СССР от 24 марта 1945 года;
- Сердюк, Григорий Михайлович, гвардии капитан, командир батареи 146 гвардейского артиллерийско-миномётного полка. Указ Президиума Верховного Совета СССР от 24 марта 1945 года;
- Тарасенко, Александр Иванович, гвардии лейтенант, 54 гвардейского кавалерийского полка. Указ Президиума Верховного Совета СССР от 15 января 1944 года;
- Уклеба, Кирилл Никифорович, гвардии капитан, командир 15 отдельного гвардейского сапёрного эскадрона. Указ Президиума Верховного Совета СССР от 27 февраля 1945 года;
- Ходов, Константин Елизарович, гвардии старший сержант, пулемётчик 52 гвардейского кавалерийского полка. Указ Президиума Верховного Совета СССР от 15 января 1944 года;
- Чернышов, Павел Иванович, гвардии лейтенант, командир взвода 52 гвардейского кавалерийского полка. Указ Президиума Верховного Совета СССР от 27 февраля 1945 года;
- Четонов, Алексей Семёнович, гвардии старший сержант, помощник командира взвода противотанковых ружей 56 гвардейского кавалеорийского полка. Указ Президиума Верховного Совета СССР от 27 февраля 1945 года. Звание присвоено посмертно;
- Швецов, Иван Иванович, гвардии младший лейтенант, командир пулемётного взвода 52 гвардейского кавалерийского полка. Указ Президиума Верховного Совета СССР от 15 января 1944 года. Звание присвоено посмертно;
- Щербинин, Федот Алексеевич, старший сержант, командир башни танка 114 танкового полка. Указ Президиума Верховного Совета СССР от 24 марта 1945 года;
- Щипанов, Николай Константинович, гвардии старший лейтенант, командир пулемётного взвода 54 гвардейского кавалерийского полка. Указ Президиума Верховного Совета СССР от 27 февраля 1945 года;
- Якунин, Алексей Тимофеевич, гвардии майор, заместитель командира 54 гвардейского кавалерийского полка по политической части. Указ Президиума Верховного Совета СССР от 15 мая 1946 года. Звание присвоено посмертно.

 Кавалеры ордена Славы трёх степеней:
- Бураков, Пантелей Андреевич, гвардии ефрейтор, пулемётчик 54-го гвардейского кавалерийского полка. Указ Президиума Верховного Совета СССР от 15 мая 1946 года;
- Восковский, Анатолий Иванович, гвардии старший сержант, наводчик противотанкового ружья 54-го гвардейского кавалерийского полка. Указ Президиума Верховного Совета СССР от 15 мая 1946 года;
- Дурдыев, Мухамметкули, гвардии рядовой, пулемётчик 18-го отдельного гвардейского дивизиона противовоздушной обороны. Указ Президиума Верховного Совета СССР от 31 мая 1945 года;
- Ерохин, Григорий Алексеевич, гвардии старший сержант, командир взвода химической защиты 54-го гвардейского кавалерийского полка. Указ Президиума Верховного Совета СССР от 24 марта 1945 года;
- Зиновьев, Антон Андреевич, гвардии сержант, писарь штаба артиллерии дивизии. Указ Президиума Верховного Совета СССР от 15 мая 1946 года;
- Калдыбаев, Ибрагим, гвардии рядовой, пулемётчик 18-го отдельного гвардейского дивизиона противовоздушной обороны. Перенагражден Указом Президиума Верховного Совета СССР от 1 октября 1968 года;
- Клопов, Михаил Иванович, гвардии ефрейтор, номер расчёта зенитного крупнокалиберного пулемёта 18-го отдельного гвардейского дивизиона противовоздушной обороны. Указ Президиума Верховного Совета СССР от 15 мая 1946 года;
- Ковалёв, Максим Никитович, гвардии сержант, командир расчёта зенитного крупнокалиберного пулемёта 18-го отдельного гвардейского дивизиона противовоздушной обороны. Указ Президиума Верховного Совета СССР от 15 мая 1946 года;
- Маслов, Михаил Васильевич, гвардии старшина, командир расчёта зенитного пулемёта 18-го отдельного гвардейского дивизиона противовоздушной обороны. Указ Президиума Верховного Совета СССР от 31 мая 1945 года;
- Панов, Виктор Васильевич, гвардии младший сержант, командир пулемётного расчёта 18-го отдельного гвардейского дивизиона противовоздушной обороны. Указ Президиума Верховного Совета СССР от 31 мая 1945 года;
- Стариков, Игнат Михайлович, гвардии ефрейтор, разведчик разведывательного взвода 21-го отдельного гвардейского разведывательного эскадрона. Указ Президиума Верховного Совета СССР от 15 ноября 1946 года;
- Хохряков, Николай Павлович, гвардии сержант, командир отделения взвода разведки 54-го гвардейского кавалерийского полка. Перенагражден Указом Президиума Верховного Совета СССР от 20 декабря 1951 года;
- Щукин, Константин Александрович, гвардии сержант, командир пулемётного расчёта 18-го отдельного гвардейского дивизиона противовоздушной обороны. Указ Президиума Верховного Совета СССР от 31 мая 1945 года;

## Награды и почётные наименования
| Награда (наименование)             | Дата награждения                                                     | За что награждена |
| ---------------------------------- | -------------------------------------------------------------------- | --- |
| Почётное звание «Гвардейская»      | приказ Народного комиссара обороны СССР № 78 от 14 февраля 1943 года | за проявленную отвагу в боях за Отечество с немецкими захватчиками, за стойкость, мужество, дисциплину и организованность, за героизм личного состава                      |
| Почётное наименование «Мозырьская» | приказ Верховного главнокомандующего № 07 от 15 января 1944 года     | за отличия в боях с немецкими захватчиками за освобождение городов Мозырь и Калинковичи                                                                                    |
| Орден Красного Знамени             | указ Президиума Верховного Совета СССР от 9 августа 1944 года        | за образцовое выполнение боевых заданий командования на фронте борьбы с немецкими захватчиками, за овладение городом Люблин и проявленные при этом доблесть и мужество     |
| Орден Суворова II степени          | указ Президиума Верховного Совета СССР от 19 февраля 1945 года       | за образцовое выполнение заданий командования в боях с немецкими захватчиками, за овладение городами Сохачев, Скерневице, Лович и проявленные при этом доблесть и мужество |

Также были удостоены наград и почётных наименований входящие в состав дивизии части:
- 52-й гвардейский кавалерийский Хорезмский ордена Ленина[10] Краснознамённый[11] орденов Суворова[12] и Кутузова[13] полк;
- 54-й гвардейский кавалерийский Томашовский[14] ордена Ленина[10] Краснознамённый[15] орденов Суворова[13] и Александра Невского[11] полк;
- 56-й гвардейский кавалерийский Померанский[16] Краснознамённый[11] орденов Суворова[10] и Кутузова[12] полк;
- 114 -й танковый Томашовский[14] Краснознамённый[11] орденов Кутузова[10] и Богдана Хмельницкого[13](II степени) полк
- 146-й гвардейский артиллерийско — миномётный Томашовский[14] Краснознамённый[11] орденов Кутузова[10] и Богдана Хмельницкого[13](II степени) полк
- 15-й отдельный гвардейский сапёрный орденов Богдана Хмельницкого[12] и Александра Невского[13] эскадрон
- 13-й отдельный гвардейский орденов Александра Невского[13] и Красной Звезды[12] эскадрон связи
- 10-й отдельный медико-санитарный ордена Красной Звезды[10] эскадрон